# Eímear Noone
Eímear Noone (nascuda a Kilconnell, Comtat de Galway, República d'Irlanda) és una compositora i directora d'orquestra irlandesa, més coneguda pel seu premiat treball en música de videojocs. Ha dirigit l'Orquestra de Filadèlfia, la Royal Philharmonic Orchestra, l'Orchestra simfònica de Bretanya, l'Orquestra simfònica de Sydney, l'Orquestra simfònica nacional de Dinamarca i diverses altres orquestres nacionals. Noone serà la primera dona a dirigir en la cerimònia dels Oscars el 9 de febrer de 2020, guiant l'orquestra en els fragments de les cinc peces musicals nominades de les pel·lícules. Noone va ser també la primera dona a dirigir una orquestra a la National Concert Hall de Dublín (Irlanda), quan només tenia 22 anys.

## Biografia
Quan era petita li van regalar un tin whistle i era capaç de tocar d'oïda. Als 15 anys una banda militar va fer un concert a la seva escola, a Ballinasloe, i durant l'actuació el director va invitar-la a que dirigís, sense saber que ella havia estudiat partitura i tècnica. "Recordo estar en el podi i sentir que aquell era un moment definitori", va afirmar en una entrevista de 2019; fins i tot els músics de la banda li van dir que hauria de ser directora d'orquestra. En plena dècada del 1990, Noone anava cada dissabte a Dublín per a rebre lliçons de flauta i piano a la Royal Irish Academy of Music. Va ser llavors quan, als 19 anys, va decidir que volia ser directora. "Molt tímidament, ja que no volia dir-ho en veu alta, ja que em sentia tan modesta en la meva ambició, davant d'algú amb el qual havia crescut veient a la televisió, algú per qui sentia admiració. Ell va riure's de mi ben fort. Va dir: "Tens tres coses en contra: ets irlandesa, ets jove i ets dona". Fins a aquell moment pensava que eren tres positius".
Es va graduar al Trinity College de Dublín, i va co-fundar amb la seva companya de classe Jillian Saunders la Dublin City Concert Orchestra, que funcionaria durant cinc anys. Van dur una orquestra de 65 músics a la presó de Mountjoy i hi van interpretar Les noces de Fígaro de Mozart. Després d'haver muntat la seva pròpia orquestra amb 19 anys va dirigir la National Concert Hall amb 22. "Vam fer moltes coses increïbles, tot i que no teníem ni idea. Però em va preparar per la meva futura carrera, ja que ho vam fer tot, des de música fins a administració, logística, relacions públiques, tot", va dir.
Noone va anar als Estats Units a fer un curs de composició de pel·lícules (part del programa de UCLA Extension Film Scoring) gràcies a un visat d'artista, on van contractar-la el 2004 per orquestrar en un projecte de videojocs, el World of Warcraft, i que resultaria ser l'inici d'una reeixida carrera. Poc després va veure que Dublín no li oferia les oportunitats que ella necessitava i el 2006 va decidir quedar-se a Los Angeles.
Està casada amb el compositor estatunidenc Craig Stuart Garfinkle, amb qui té dues criatures i viuen entre Malibu i Dublín.
Des de la seva posició, Noone combat els prejudicis sexistes habituals en el món de la música clàssica, molt tradicional.

## Carrera professional
Ha ensenyat direcció d'orquestra a la UCLA Extension, el Columbia College Chicago, la Society of Composers and Lyricists i el LA Conducting Salon a la LA Ballet School. Noone va co-fundar la Dublin City Concert Orchestra i és co-creadora del Dublin International Game Music Festival.
El treball de composició i direcció de Noone inclou 26 títols de videojocs i pel·lícules, entre els quals destaquen títols de Blizzard Entertainment com Overwatch (2016), Hearthstone (2014), Diablo III (2012), StarCraft II: Wings of Liberty (2010), i World of Warcraft (2004) i les seves expansions, i el CD especial del 25è aniversari de The Legend of Zelda inclòs amb The Legend of Zelda: Skyward Sword i la següent Symphony of the Goddesses Tour. Com a part de la celebració del 25è aniversari de la sèrie Legend of Zelda, Eímear Noone va ser filmada dirigint com la primera imatge en tres dimensions d'una orquestra simfònica per a la Nintendo 3DS. Noone ha ajudat a fer realitat el nou espectacle de BASE Hologram, The Maria Callas Hologram Tour, en el qual apareix Eímear Noone dirigint i un holograma de la icònica soprano, i música clàssica en directe, sincronitzada, que coincideix amb la interpretació de la cantant.
El 2019 va reemplaçar Jessica Curry com a presentadora del programa de Classic FM High Score, que presenta arranjaments orquestrals de música de videojocs.

## Reconeixement
La partitura d'Eímear Noone per a World of Warcraft: Warlords of Draenor va rebre el Hollywood Music in Media Award el 2014 a la millor música de videojocs, i va ser nominada a cinc Annual Game Music Awards el mateix any.
En l'actualitat s'està produint un documental sobre la seva vida, Conductrix, que s'espera que vegi la llum el 2021.